# Oriental Group
Oriental Group is een onderneming met de keten van de Aziatisch georiënteerde supermarkten Amazing Oriental en Amazing Toko, en webshop. De supermarktketen Amazing Oriental telt 25 vestigingen in Nederland en België. Het is Nederlands grootste Aziatische supermarktketen. De onderneming is opgericht in 1986. Het hoofdkantoor van Oriental Group is gevestigd in Hoofddorp en het opslag- en distributiecentrum is in Den Haag.

## Geschiedenis
De eerste toko van Oriental Group werd in 1986 in Amsterdam geopend aan de Nieuwmarkt. In 1996 werd de Coöperatie Oriental Holding Europe (C.O.H.E.) opgericht voor de gespecialiseerde groothandel. In 2013 werd de webshop opgericht, opererend vanuit Duiven. In 2015 startte Oriental Group in Hoofddorp met het concept Amazing Toko. In 2017 opende Oriental Group een gecombineerde vestiging in Den Haag-Ypenburg voor de combinatie van distributiecentrum, supermarkt, groothandel, restaurant en take-away. De groothandels in Duivendrecht en Duiven zijn cash & carry (zelfbedieningsgroothandels).